# Malaštica
A Malaštica egy hegy Bosznia-Hercegovinában és Horvátországban, Dalmácia területén. A Dinári-hegység része. 

## Fekvése
A Malaštica Horvátország és Hercegovina határán, északnyugat-délkeleti irányban húzódik, Ivanicától és az északnyugati Grbavac falutól egészen a délkeleti Platáig.

## Éghajlata
A térség éghajlata mérsékelt. A terület éves átlagos hőmérséklete 15 ° C. A legmelegebb hónap július, amikor az átlagos hőmérséklet 27 ° C, a leghidegebb pedig február, 6 ° C fokkal. Az átlagos éves csapadékmennyiség 2976 milliméter. A legnedvesebb hónap február, átlagosan 436 mm csapadékkal, a legszárazabb az augusztus, 87 mm csapadékkal.

## Leírása
A Malaštica egyike a Horvátország és Hercegovina határát képező mészkő-dolomit hegyeknek. Főbb csúcsai a Kunja Glavica (507 m), a Zvijezda (531 m), míg a Malaštica legmagasabb csúcsa 628 méter magas. További jelentősebb részei: az Ivanica és Vraštica lejtői (400 m körül), a Brgata-hágó (257 m), a Srđa és Žarkovica lejtői  (300 m körül) és a partmenti mészkő hegygerinc a Trapit- (148 m) és a Sveti Petar-csúcsokkal (127 m), amelyek amfiteátrumként veszik körül a Župa dubrovačka területét.
A Bosznia-Hercegovina és Horvátország közötti határhegyekhez hasonlóan Malašticát is erdős és irtásos területek, szűkös legelők és csupasz sziklák jellemzik.